# Paramount (Califòrnia)
Paramount és una ciutat dels Estats Units a l'estat de Califòrnia. Segons el cens del 2000 tenia 55.266 habitants.

## Demografia
Segons el cens del 2000, Paramount tenia 55.266 habitants, 13.972 habitatges, i 11.331 famílies. La densitat de població era de 4.511,3 habitants/km².
Dels 13.972 habitatges en un 55,1% hi vivien nens de menys de 18 anys, en un 51,3% hi vivien parelles casades, en un 21,7% dones solteres, i en un 18,9% no eren unitats familiars. En el 14,6% dels habitatges hi vivien persones soles el 4,6% de les quals corresponia a persones de 65 anys o més que vivien soles. El nombre mitjà de persones vivint en cada habitatge era de 3,93 i el nombre mitjà de persones que vivien en cada família era de 4,31.
Per edats la població es repartia de la següent manera: un 36,9% tenia menys de 18 anys, un 12% entre 18 i 24, un 31,9% entre 25 i 44, un 14% de 45 a 60 i un 5,2% 65 anys o més.
L'edat mediana era de 26 anys. Per cada 100 dones de 18 o més anys hi havia 93,3 homes.
La renda mediana per habitatge era de 36.749 $ i la renda mediana per família de 37.276 $. Els homes tenien una renda mediana de 27.730 $ mentre que les dones 22.472 $. La renda per capita de la població era d'11.487 $. Entorn del 19,1% de les famílies i el 21,9% de la població estaven per davall del llindar de pobresa.

## Poblacions més properes
El següent diagrama mostra les poblacions més properes.